# Lee Kieferová
Lee Kieferová (* 15. června 1994 Cleveland, Spojené státy americké) je americká sportovní šermířka z matčiny strany filipínského původu, která se specializuje na šerm fleretem. Spojené státy reprezentuje od druhého desetiletí jednadvacátého století. Na olympijských hrách startovala v roce 2012 a 2016 v soutěži jednotlivkyň a družstev. V soutěži jednotlivkyň se na olympijských hrách 2012 probojovala do čtvrtfinále. V roce 2011 obsadila třetí místo na mistrovství světa v soutěži jednotlivkyň.
S americkým týmem fleretistek vyhrála mistrovství světa v šermu 2018 ve Wu-si. Na Letních olympijských hrách 2020 v Tokiu byla čtvrtá v soutěži družstev a vyhrála individuální soutěž. Získala tím pro USA historicky první olympijské vítězství ve fleretu.
Studuje medicínu na University of Kentucky. Má dva sourozence, kteří se také věnují závodnímu šermu. V roce 2019 se provdala za reprezentačního kolegu Gereka Meinhardta.